# Gretchen Mol
Gretchen Mol (Deep River, 8 november 1972) is een Amerikaans actrice. Zij werd in 2006 genomineerd voor een Satellite Award voor haar titelrol in The Notorious Bettie Page. Ze won samen met de hele cast van de misdaad-dramaserie Boardwalk Empire in zowel 2011 als 2012 daadwerkelijk een Screen Actors Guild Award. Mol maakte in 1996 haar film- en acteerdebuut in Girl 6 (als Girl #12) en speelde sindsdien in meer dan 25 films.
Mol is voornamelijk te zien op het witte doek, maar heeft daarnaast een paar rollen in televisieseries achter haar naam staan. Zo speelde ze in 2002 negen afleveringen als Lynne Camden in de dramaserie Girls Club. Van oktober 2008 tot en met april 2009 was ze te zien in zeventien afleveringen van Life on Mars, als Annie Norris. Mol speelde in 1996 een eenmalige gastrol als Gwen in Spin City.
Ze trouwde in 2004 met regisseur Tod Williams, met wie ze een zoon en dochter heeft.